# Servicio Nacional para la Prevención y Rehabilitación del Consumo de Drogas y Alcohol
El Servicio Nacional para la Prevención y Rehabilitación del Consumo de Drogas y Alcohol (más conocido por su acrónimo, SENDA) es un servicio público chileno, descentralizado y dotado de personalidad jurídica y patrimonio propio, sometido a la supervigilancia del presidente de la República por intermedio del Ministerio del Interior. Tiene por objeto la ejecución de las políticas en materia de prevención del consumo de estupefacientes, sustancias psicotrópicas e ingesta abusiva de alcohol, y del tratamiento, rehabilitación y reinserción social de las personas afectadas por dichos estupefacientes y sustancias psicotrópicas y, en especial, en la elaboración de una estrategia nacional de drogas y alcohol.
Fue creado durante el primer gobierno de Sebastián Piñera el 21 de febrero de 2011, mediante la ley 20.502,iniciando sus funciones el 1 de octubre de ese año.

## Historia
Los antecedentes directos del SENDA se remontan a 1990, con la llegada del presidente Patricio Aylwin, quien mediante el Decreto N.º 683 del 21 de septiembre de dicho año, creó el «Consejo Nacional para el Control de Estupefacientes» (CONACE), como una comisión asesora presidencial interministerial con la función de colaborar en el combate al alcohol en Chile.
Una década después, mediante la Ley N.º 20.502, promulgada por el entonces presidente Sebastián Piñera el 21 de febrero de 2011, se reemplazó al Conace por el Servicio Nacional de Prevención y Rehabilitación del Consumo de Alcohol (Senda), que quedó bajo la supervigilancia del recién creado Ministerio del Interior y Seguridad Pública.

### Relaciones internacionales
El Gobierno de Chile —a través del SENDA— tiene una activa participación en organismos multilaterales especializados, entre los que se encuentra la Organización de las Naciones Unidas (ONU), Organización de Estados Americanos (OEA), Mercado Común del Sur (Mercosur) y el Grupo de Acción Financiera de Sudamérica (Gafisud).

## Funcionamiento
Las principales líneas de trabajo del Senda son las siguientes:
- Colaborar con el ministro del Interior y Seguridad Pública, y con el subsecretario de Prevención del Delito, en el ámbito de sus atribuciones, en la elaboración de políticas en materia de prevención del consumo de estupefacientes, sustancias psicotrópicas e ingestión abusiva de alcohol, y de tratamiento, rehabilitación y reinserción social de las personas afectadas por dichos estupefacientes y sustancias psicotrópicas, cuando estas conductas constituyan un factor de riesgo para la comisión de delitos.
- Impulsar y apoyar, técnica y financieramente, programas, proyectos y actividades de Ministerios o servicios públicos destinados a la prevención del consumo de alcohol, así como al tratamiento, rehabilitación y reinserción social de las personas afectadas por el alcoholismo, y ejecutarlos, en su caso.
- Elaborar una «Estrategia Nacional de Prevención del Consumo de Alcohol», coordinar su implementación, y dar apoyo técnico a las acciones que las entidades de la administración del Estado emprendan en el marco de su ejecución.
- Administrar el fondo establecido por el artículo 46 de la ley n.º 20.000.
- Vincularse con organismos nacionales e internacionales que se ocupen de temas relativos a la prevención, tratamiento y rehabilitación del consumo de alcohol.
- Elaborar, aprobar y desarrollar programas de capacitación y difusión, orientados a la prevención del consumo de alcohol, y estimular la participación ciudadana en estas materias.

### Balance de Gestión Integral
El «Balance de Gestión Integral» (BGI), es un documento institucional que tiene como propósito informar acerca de los objetivos, metas y resultados de la gestión del servicio en forma de cuenta pública al Congreso Nacional. Adicionalmente, es un instrumento que contribuye a otros procesos de análisis y evaluación institucional.

## Organización
El organigrama del organismo es el siguiente:
Dirección Nacional
Gabinete
- Área de Auditoría Interna
- Comunicaciones
- Contenidos y Estudios
- Gestión Estratégica y Planificación
- División Jurídica
  - Área de Coordinación Jurídica
  - Área de Cumplimiento de Contratos
- División y Administración y Finanzas
  - Área de Gestión y Desarrollo de las Personas
    - Servicio de Bienestar
    - Gestión de Personas
    - Capacitación

  - Área de Gestión Interna
    - Compras y Contrataciones
    - Servicios Generales
    - Tecnologías de Información y Telecomunicaciones
    - Gestión Documental

  - Área de Finanzas
    - Tesorería
    - Contabilidad
    - Presupuesto
    - Gestión de Planes de Tratamiento
- División Programática
  - Área de Prevención
  - Área de Tratamiento e Integración Social
- División Territorial
  - Área de Gestión Territorial
  - Área de Desarrollo Territorial
  - Área de Contacto Ciudadano
  - Área de Tolerancia Cero

## Directores nacionales
| N°. | Director            | Director                    | Partido             | Partido | Inicio                 | Final                      | Presidente             | Presidente                 |
| --- | ------------------- | --------------------------- | ------------------- | ------- | ---------------------- | -------------------------- | ---------------------- | -------------------------- |
| 1   |                     | Francisca Florenzano Valdés |                     | Ind.    | 21 de febrero de 2011  | 11 de marzo de 2014        |                        | Sebastián Piñera Echenique |
| 1   | 11 de marzo de 2014 | Francisca Florenzano Valdés | 17 de marzo de 2014 | Ind.    |                        | Michelle Bachelet Jeria    |                        |                            |
| 2   |                     | Lidia Amarales Osorio       |                     | PPD     | 20 de mayo de 2014     | Michelle Bachelet Jeria    | 10 de abril de 2015    |                            |
| 3   |                     | Mariano Montenegro Corona   |                     | Ind.    | 15 de mayo de 2015     | Michelle Bachelet Jeria    | 26 de octubre de 2016  |                            |
| 4   |                     | Patricio Bustos Streeter    |                     | Ind.    | 7 de febrero de 2017   | Michelle Bachelet Jeria    | 11 de marzo de 2018    |                            |
| 4   | 11 de marzo de 2018 | Patricio Bustos Streeter    | 4 de junio de 2018  | Ind.    |                        | Sebastián Piñera Echenique |                        |                            |
| 5   |                     | Carlos Charme Fuentes       |                     | Ind.    | 3 de octubre de 2018   | Sebastián Piñera Echenique | 11 de marzo de 2022    |                            |
| 5   | 11 de marzo de 2022 | Carlos Charme Fuentes       | 28 de abril de 2022 | Ind.    |                        | Gabriel Boric Font         |                        |                            |
| -   |                     | Roberto de Petris Mayol (s) |                     | Ind.    | 26 de abril de 2022    | Gabriel Boric Font         | 1 de diciembre de 2022 |                            |
| 6   |                     | Natalia Riffo Alonso        |                     | Ind.    | 1 de diciembre de 2022 | Gabriel Boric Font         | En el cargo            |                            |

### Redes sociales
- Servicio Nacional para la Prevención y Rehabilitación del Consumo de Drogas y Alcohol en X (antes Twitter)
- Servicio Nacional para la Prevención y Rehabilitación del Consumo de Drogas y Alcohol en Instagram
- Servicio Nacional para la Prevención y Rehabilitación del Consumo de Drogas y Alcohol en Facebook

### Otros
- Sitio web del Observatorio Nacional de Drogas (OND)
- Dirección de Prensa de SENDA
- Integración Social - SENDA
- Información sobre drogas - SENDA

- Datos: Q6126069